# Thuidium tomentosum
Thuidium tomentosum är en bladmossart som beskrevs av W. P. Schimper in Bescherelle 1872. Thuidium tomentosum ingår i släktet tujamossor, och familjen Thuidiaceae. Inga underarter finns listade i Catalogue of Life.